# Refugio de San Adrián de Besós
El refugio de San Adrián de Besós es un refugio antiaéreo que se construyó en San Adrián de Besós (Barcelona) durante la Guerra Civil Española.
En 1937, para evitar en parte la masacre de los bombardeos, el ayuntamiento decidió comenzar la construcción del refugio en la plazoleta de Macià. La obra fue dirigida por el arquitecto Juan Maymó, y las obras se terminaron en 1938, año en que Barcelona sufrió el ataque aéreo en enero y en marzo.
Finalmente, con la entrada de los sublevados, el refugio se cerró durante el mes de marzo de 1939.
Casi sesenta años después, en 2006, el refugio volvió a abrir sus puertas. Tiene una capacidad para 80 o 100 personas, y puede ser visitado el último domingo de cada mes, de 11h a 14h.